# 奥拉尔 (南卡罗来纳州)
奥拉尔（英文：Olar），是美国南卡罗来纳州下属的一座城市。城市类型是“Town”。其面积大约为0.79平方英里（2.03平方公里）。根据2010年美国人口普查，该市有人口257人，人口密度约为每平方 英里327.39人（约合每平方公里126.41人）。